# كنار انجام (بالا لاريجان)
کنار انجام (بالفارسية: کنارانجام) هي قرية تقع في إيران في قسم بالا لاریجان الريفي. يقدر عدد سكانها بـ 50 نسمة بحسب إحصاء 2016.